# Франц фон Блон
Франц фон Блон (нім. Franz von Blon; нар. 16 липня 1861, Берлін — пом. 21 жовтня 1945, Гранзе, Бранденбург) — німецький композитор та диригент.

## Біографія
Вже у віці 8-ми років почав вчитися грі на скрипці, студіювати музику продовжив у Консерваторії Штерна та Берлінській вищій музичній школі. З 1880 по 1883 рік перебував на військовій службі, саме в цей час він починає записувати свої перші твори для військового оркестру.
Після служби продовжив музичну освіту, невдовзі приєднався до оркестру оперного театру м. Гамбург як концертмейстер. Накопичивши досвід організував оркестр Берлінської філармонії з котрим прославився під час турне по Європі та Америці, в тому числі під час виступу на Всесвітній виставці у Сент-Луїсі. Пізніше очолював Варшавський філармонічний оркестр.
Насамперед відомий як композитор близько 30 маршів, котрі виконують військові та духові оркестри різних країн світу. В Україні найвідомішою з композицій фон Блона є «Unter dem Siegesbanner» котрий входить до репертуару музик ЗСУ. Окрім маршів написав також кілька класичних творів, як то Sizilietta Serenade, та оперети.

## Вибрані твори
- Unter dem Siegesbanner
- Heil Europa
- Marine-Marsch
- Frühlingseinzug
- Soldatenblut
- Alt-Berlin
- Unter der Freundschaftsflagge
- Mit Eichenlaub und Schwertern
- Victoria — Marsch
- Solinger Schützen